# Scholastika (Achenkirch)

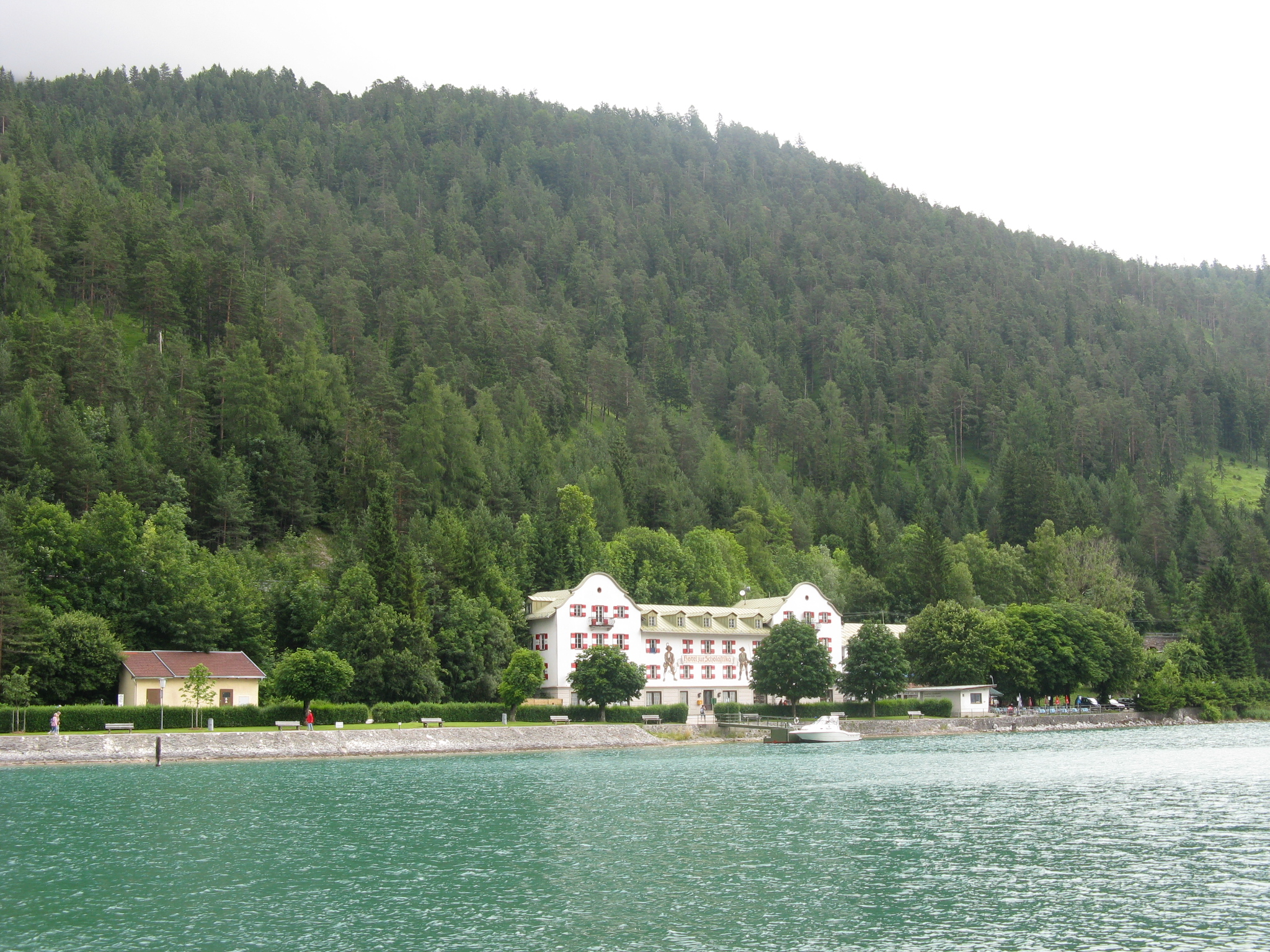
Haus zur Scholastika im Sommer 2008

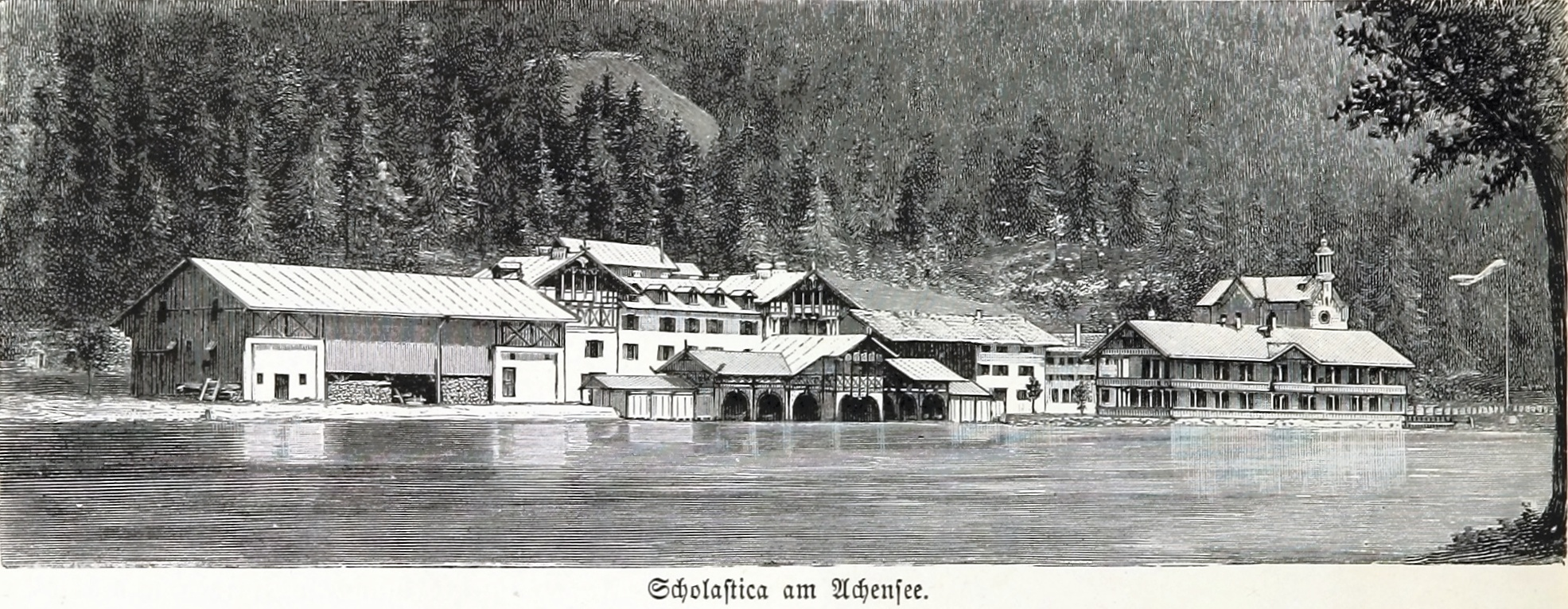
Hotel Scholastika im Jahr 1894

Scholastika ist ein kleiner, wenige Gebäude umfassender Ortsteil von Achenkirch am Nordufer des Achensees in Tirol. Neben dem Strandbad Achenseehof ist es der einzige Ortsteil der Gemeinde, der unmittelbar am See liegt.
Ursprung war ein Zollhaus um 1495, das im Mittelalter für den Salzhandel bedeutsam war: von den Salinen in Hall in Tirol wurde Salz über die Trasse der heutigen Achenseestraße (seinerzeit ein Saumpfad) in Richtung Norden (zum Beispiel nach München) transportiert.
Aus der Zollstation entstand später ein Gasthaus. Seinen Namen erhielt es unter der Wirtin Marie Scholastika Aschbacher (1788–1850). Ihre Nichte, Scholastika Hochmayer (1816–1881), führte den Betrieb fort. Beide wurden mutmaßlich nach Scholastika von Nursia benannt, denn diese Heilige wurde am Achensee, der bis 1919 zur Benediktinerabtei St. Georgenberg gehörte, verehrt.
Nach dem Tode von Scholastika Hochmayer ließ der Witwer Johann Messner 1890 mit Hilfe des Architekten Matthäus Diechtl das Gasthaus zum Grand Hotel im neogotischen Stil mit Erkern und Türmchen umbauen und daneben eine Kapelle errichten (siehe historisches Foto rechts).
Große Teile des Grand Hotels brannten 1913 nieder. Noch erhaltene, z. T. wiederaufgebaute und mehrfach sanierte Teile wurden danach unter wechselnden Besitzern als Unterkunft, Gasthaus, für Reisegruppen, zu Veranstaltungen sowie für Jugendgruppen genutzt. Seit 1993 ist das Gebäude durchgängig in Besitz der Familie Kirchberger, 2008 nochmals saniert und nunmehr genutzt als Restaurant; der restaurierte Festsaal dient als Event-Location, beispielsweise für Hochzeiten.
Scholastika hat bis heute seine eigene Schiffsanlegestelle mit Promenade, Café und Kiosk (siehe auch Weblinks).
In der Seebucht nordwestlich der Schiffsanlegestelle, die ebenfalls zum Ortsteil gehört, gibt es mehrere kleinere Pensionen.